# Jonne
Jonne – wieś w Polsce położona w województwie mazowieckim, w powiecie żuromińskim, w gminie Lutocin. Ma status sołectwa.
Wierni Kościoła rzymskokatolickiego należą do parafii św. Stanisława Biskupa Męczennika w Bieżuniu.
W latach 1975–1998 miejscowość administracyjnie należała do województwa ciechanowskiego.